# Зелене (Ніжинський район)
Зеле́не — село в Україні, у Бобровицькій міській громаді Ніжинського району Чернігівської області.
До Горбачівського старостинського округу належить невеличке село Зелене, що розкинулося на рясно порослому зеленню пагорбі. Тут була четверта бригада колишнього колгоспу.

## Історія
12 червня 2020 року, відповідно до розпорядження Кабінету Міністрів України № 730-р «Про визначення адміністративних центрів та затвердження територій територіальних громад Чернігівської області», увійшло до складу Бобровицької міської громади.
19 липня 2020 року, в результаті адміністративно-територіальної реформи та ліквідації Бобровицького району, увійшло до складу Ніжинського району Чернігівської області.

## Населення

### Мова
Розподіл населення за рідною мовою за даними перепису 2001 року:
| Мова       | Кількість | Відсоток |
| ---------- | --------- | -------- |
| українська | 49        | 100%     |